# Willow Smith
Willow Camille Reign Smith (sinh ngày 31/10/2000), hay còn có nghệ danh đơn giản là WILLOW (Viết hoa toàn bộ tên), là nữ ca sĩ, diễn viên và vũ công người Mỹ. Cô là con gái của Will Smith và Jada Pinkett Smith, em gái của Jaden Smith. Năm 2010, cô ra mắt "Whip My Hair", đĩa đơn từng đạt vị trí thứ 11 trên bảng xếp hạng Billboard Hot 100.

## Danh sách album
- Ardipithecus (2015)
- The 1st (2017)